# National Highway 16

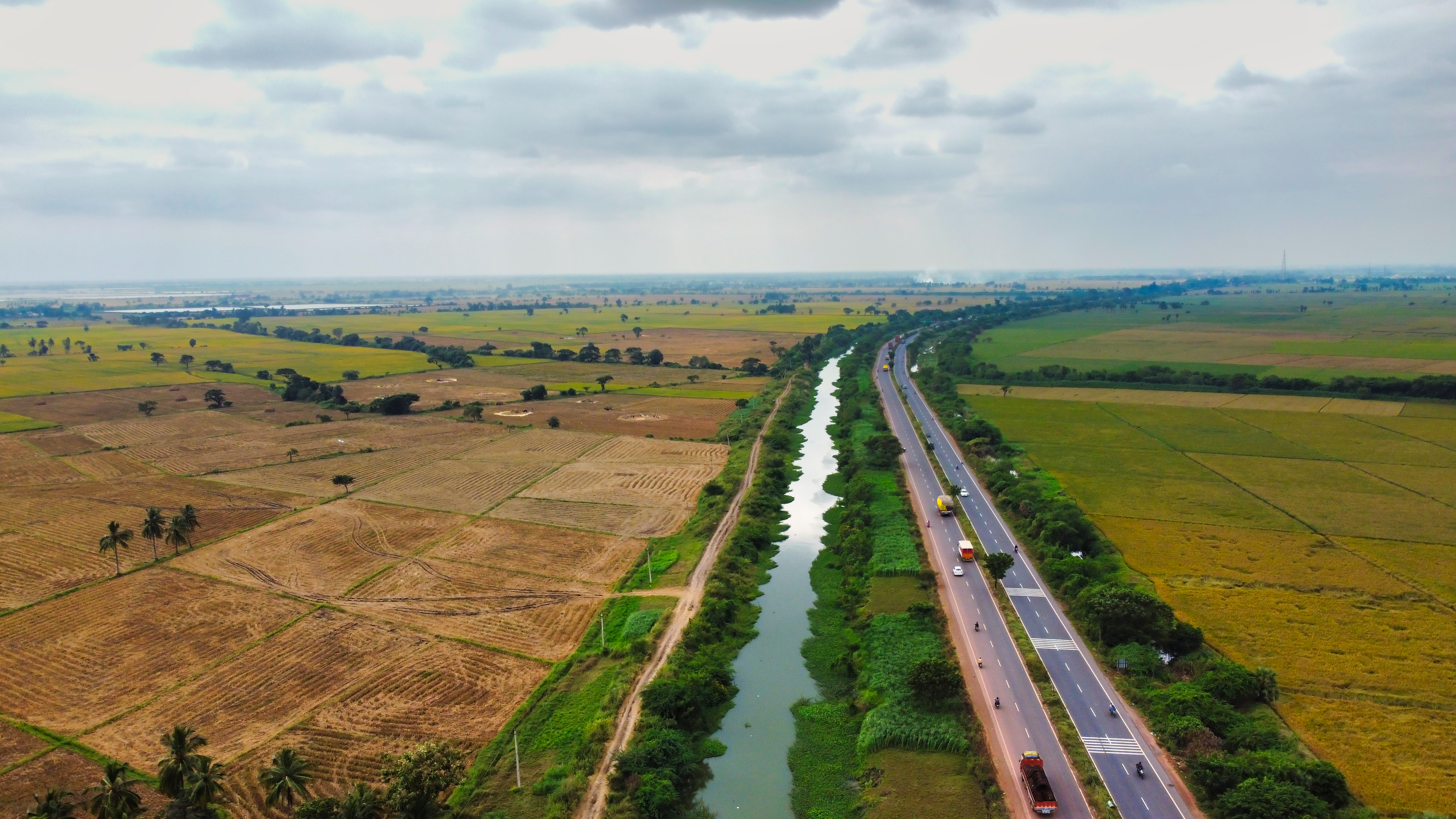
Luftbild des National Highway 16 im Mandal Danduluru des Distrikts Eluru (Andhra Pradesh)

Der National Highway 16 (NH 16) ist eine Bundesstraße im Osten Indiens mit einer Länge von 1.664 Kilometern. Die Straße ist durchgehend vierspurig ausgebaut, aber nicht immer autobahnähnlich. Sie beginnt bei Kalkutta im Bundesstaat Westbengalen und führt nach 180 km in Westbengalen weitere 447 km durch Odisha und rund 1.000 km durch den benachbarten Bundesstaat Andhra Pradesh entlang des Golfes von Bengalen. Schließlich endet sie nach 80 km im Bundesstaat Tamil Nadu bei der Metropole Chennai (Madras).

## Frühere Bezeichnungen
Die heutige Fernstraße NH 16 trug früher die Bezeichnung NH 5.
Die frühere Fernstraße NH 16 heißt nun NH 63.